# Affaire de Damas
L'affaire de Damas se réfère aux événements de dimension internationale faisant suite à l'arrestation de treize membres de la communauté juive de Damas en 1840, accusés d'avoir assassiné un moine chrétien pour des motifs rituels.
Le 5 février 1840 dans le quartier chrétien de Damas, le père Tommaso da Calangiano (1777-1840), un moine d'origine sarde, de nationalité française, frère mineur capucin, et son domestique, Ibrahim Amarah, disparaissent sans laisser de traces. Le moine étant français, le consul de France à Damas, Ulysse de Ratti-Menton, supervise l'enquête, confiée aux autorités égyptiennes qui administrent alors la Syrie.
Le consul de France et la police se basent sur l'alerte, lancée par les "Grecs", c'est-à-dire par les chrétiens de rite orthodoxe, qui accuse les Juifs de Damas d'avoir tué rituellement le moine et son domestique, afin de récupérer leur sang pour le repas de la Pâque. Un barbier juif, Suleïman Negrin, est arrêté. Il affirme que le meurtre rituel a eu lieu. Le barbier livre également des noms de présumés coupables, le grand rabbin de Damas et des notables juifs, lesquels sont emprisonnés et torturés à leur tour afin d'obtenir des aveux. Deux prisonniers meurent sous la torture et un autre préfère se convertir à l'islam pour échapper à son sort.
Parallèlement, la population de Damas pille la synagogue de la banlieue de Jobar, détruisant des rouleaux de la Torah. Sous la pression des consuls de puissances européennes rivales de la France, en particulier du consul autrichien, et à la suite de l'intervention de Juifs européens comme les Rothschild, Adolphe Crémieux et Moïse Montefiore, ainsi que Bénédict Fould (premier député juif à l'Assemblée) qui défendait le judaïsme en s'écriant : "La religion à laquelle j'ai l'honneur d'appartenir !", les autorités égyptiennes reconnaissent l'innocence et font relaxer les inculpés.
L'affaire a d'importantes répercussions internationales. Elle devient un enjeu dans la bataille entre défenseurs de la prééminence de l’Église catholique et partisans de l’autonomie de l’État selon Rina Cohen. Elle sert de « point de départ à la constitution des organisations internationales de défense des Juifs, à commencer par l'Alliance israélite universelle », selon Léon Poliakov.

## Contexte
La crise internationale de 1840
Avril 1839: le sultan ottoman, poussé par l'Angleterre, envahit la Syrie, occupée par l’Égypte de Méhémet-Ali depuis sept ans, or les Turcs sont battus et doivent accepter la tutelle des grandes puissances européennes. Mais la France, gouvernée par Thiers à partir de mars 1840, prend parti pour l'Egypte, à l'inverse de l'Angleterre et des autres puissances. Ces dernières signent le traité de Londres en juillet 1840, exigeant que Méhémet-Ali restitue à la Turquie les territoires qu'il lui avait pris. Thiers se prépare alors à faire entrer la France en guerre contre les pays européens, mais le roi Louis-Philippe le pousse à la démission (octobre 1840) et rétablit l'entente avec l'Angleterre.
On ne peut comprendre les positions des uns et des autres dans l'affaire de Damas sans connaître ce contexte de tension internationale maximale, l'hostilité aux juifs manifestée par les Français se confondant alors avec le sentiment anti-Anglais.

### Rivalité entre chrétiens et juifs de Syrie
Ce sont les « Grecs » (chrétiens de Damas, en l'occurrence) qui ont lancé contre les Juifs l'accusation de meurtre rituel. « Il est des plus probables que l'affaire de Damas soit la conclusion d'une lutte vieille d'un siècle entre les Grecs catholiques et orthodoxes d'une part, et la communauté juive d'autre part. L'occupation égyptienne de Damas a permis aux chrétiens de prendre le dessus, et ces derniers, utilisant le soutien français, ont profité de ce qui était au départ un fait divers pour liquider leurs adversaires. L'accusation même de crime rituel portée contre des Juifs est en soi une signature : au XIXe siècle, elle est quasiment absente des pays catholiques, alors que les cas sont nombreux dans tous les pays de religion chrétienne orthodoxe, aussi bien en Europe continentale que sur les pourtours de la Méditerranée », écrit Henry Laurens.

### Rivalité entre les puissances européennes
La France, par la voix de son président du conseil Adolphe Thiers, considère que la raison d'Etat est engagée dans une affaire où un Français, le père Thomas, a été assassiné, et maintient donc l'accusation contre les Juifs de Damas pour cette raison.
Parmi les personnes maltraitées à l'occasion des interrogatoires, il y avait des protégés autrichiens. L'Autriche et les puissances européennes rivales de la France interviennent auprès du vice-roi d'Égypte Méhémet-Ali (qui gouvernait alors Damas) pour qu'il reconnaisse l'innocence des inculpés. La libération des Juifs emprisonnés a été considérée par le gouvernement français comme le signe de l'influence autrichienne. "La grâce accordée par Méhémet Ali nous a fait tort sous le rapport de notre influence politique" écrit ainsi le consul de France à Beyrouth en 1840.

## Incident et arrestations
Le 5 février 1840, alors qu'il se rendait chez Daoud Arari pour vacciner son fils, le père Tommaso, citoyen français d'origine sarde, moine capucin, gardien du couvent de Damas, disparaît avec son serviteur. Ce moine pratiquant la médecine était bien connu des milieux juif, chrétien et musulman.

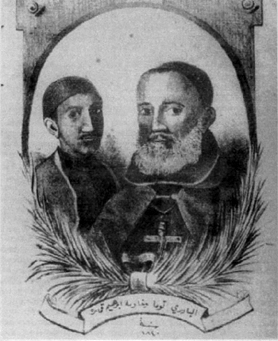
Portrait du père Tommaso et de son domestique Ibrahim Amarah.

Le consul de France à Damas, le comte Ulysse de Ratti-Menton, soutient les marchands et familles chrétiennes qui cherchent à prendre l'ascendant économique sur les Juifs, notamment la famille Farhi. Il fait procéder à une enquête sur la disparition du moine et accuse des Juifs de l'avoir assassiné pour utiliser son sang à des fins rituelles, en l'occurrence la confection de pains de la Pâque. Le gouverneur égyptien de la Syrie, Chérif Pacha, soutient aussi l'accusation.
Deux semaines après la disparition du moine Thomas et de son domestique, le comte de Ratti-Menton s’adresse au consul de France à Beyrouth : « Malheureusement, écrit Ratti-Menton, les Juifs qui ont assassiné le père Thomas et son domestique ont trop bien pris leurs mesures et leurs coreligionnaires riches ou pauvres ont trop l’esprit de secte pour que nous puissions espérer de les atteindre de prime abord ; il n’y a donc que la ténacité dans les investigations qui soient de nature à nous conduire à la vérité ».
L'aveu du crime rituel est dû à un barbier juif du nom de Negrin. Son témoignage est présenté comme décisif par les enquêteurs, puisqu'il leur permet de découvrir les restes supposés du corps du moine disparu, des ossements non identifiables, selon Rina Cohen. Le barbier ne reconnaît pas, pour autant, sa participation au crime, mais il livre les noms des prétendus assassins. Huit notables juifs de Damas, parmi lesquels Jacob Antebi, le grand rabbin de Damas, Joseph Lañado, Moses Abulafia, et deux membres de la famille Farhi, sont arrêtés et questionnés afin d'obtenir des aveux. Lañado meurt, Abulafia se convertit à l'Islam pour échapper au même sort, d'autres passent prétendument aux "aveux".
Jean-Baptiste Beaudin, le chancelier du consulat de France, participe personnellement aux interrogatoires des accusés, selon Raphaël Alphandary qui, depuis Beyrouth alors, alerte des Juifs européens. Parallèlement, la population musulmane de Damas pille la synagogue de la banlieue de Jobar, détruisant des rouleaux de la Torah ; les renforts de police ont permis de prévenir toute atteinte aux personnes.
Alors que Ratti-Menton fait publier en français et en arabe les aveux, Chérif Pacha sollicite l'autorisation de Méhémet Ali, le vice-roi d'Égypte, pour exécuter les accusés. Cependant, d'autres arrestations sont effectuées, notamment celle d'Isaac Picciotto, ressortissant autrichien qui amène le consul d'Autriche à Damas, Caspar Merlatto, à intervenir pour réfuter les accusations, de sorte que Méhémet Ali n'ordonne pas encore la mise à mort des accusés.
L'affaire illustre les tensions particulièrement vives entre les populations juives et chrétiennes de Syrie, situation exceptionnelle en cette période de Tanzimat de l'Empire ottoman pendant laquelle la situation des juifs est plutôt meilleure que celle des chrétiens. Les violences entre chrétiens et musulmans d'une part, et entre chrétiens et druzes d'autre part, sont en fait plus fréquentes en raison de la position économique dominante des premiers.
Le 17 février 1840, une affaire comparable éclate à Rhodes, île de l'Empire ottoman. Des dirigeants de la communauté juive de Rhodes sont accusés du meurtre rituel d’un enfant. Ils sont arrêtés et torturés, selon une procédure semblable à celle qui s’est mise en place à Damas.

## Réactions en Occident
Le comte de Ratti-Menton réitère ses accusations contre les Juifs de Damas dans un rapport envoyé à Adolphe Thiers, chef du gouvernement français et ministre des Affaires étrangères, le 29 février 1840. La presse européenne donne bientôt un écho retentissant à ces affaires de crime rituel, notamment à celle de Damas, qui met en jeu la responsabilité de diplomates français.
Les premiers articles anti-juifs paraissent dans la presse française, dans des journaux liés à l’Église catholique, en particulier, comme La Quotidienne, L’Univers, L’Univers religieux, etc. En revanche, L’Espérance, journal protestant, dénonce une « abominable calomnie ». La Gazette des Tribunaux, Le Journal des débats, Le Siècle prennent également position « en faveur de la justice et du refus de l’intolérance ». Toutefois les tenants de la thèse du crime rituel gagnent une audience importante dans l'opinion française.

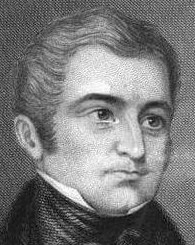
Adolphe Thiers, 1845.

La campagne anti-juive qui se déclenche à cette occasion en France « ne doit pas être seulement interprétée comme la résurgence d’une calomnie médiévale », note Rina Cohen. C’est à partir de cette campagne de presse « que s’élaborent les premiers constituants de la logomachie de l’antisémitisme moderne. Dans ce sens on peut soutenir que l’affaire de Damas est un brouillon de l’affaire Dreyfus », selon Cohen.
Adolphe Thiers apporte son soutien aux accusations de son consul à Damas. Le Messager, un journal proche du gouvernement, signale que « les superstitions des Juifs orientaux prescrivent le meurtre rituel et que leurs congénères feraient mieux de se taire ».
Thiers, à la Chambre des députés, défend les arguments de son consul à Damas et la thèse du crime rituel : « Vous réclamez au nom des Juifs, et moi, je réclame au nom des Français », déclare Thiers à la tribune. « Il faut du courage à un ministre pour protéger son agent ainsi attaqué. Je crois que j’ai montré quelque fermeté dans cette affaire ».
La presse française, alors, à l’exception du Journal des débats et de L’Espérance, fait bloc derrière Thiers, note Nicole Savy. En revanche, dans son ensemble, la presse étrangère, en Grande-Bretagne en particulier, prend position en faveur des Juifs de Damas. Néanmoins, un mouvement de protestation se développe à Paris, animé notamment par Adolphe Crémieux.

## Protestations

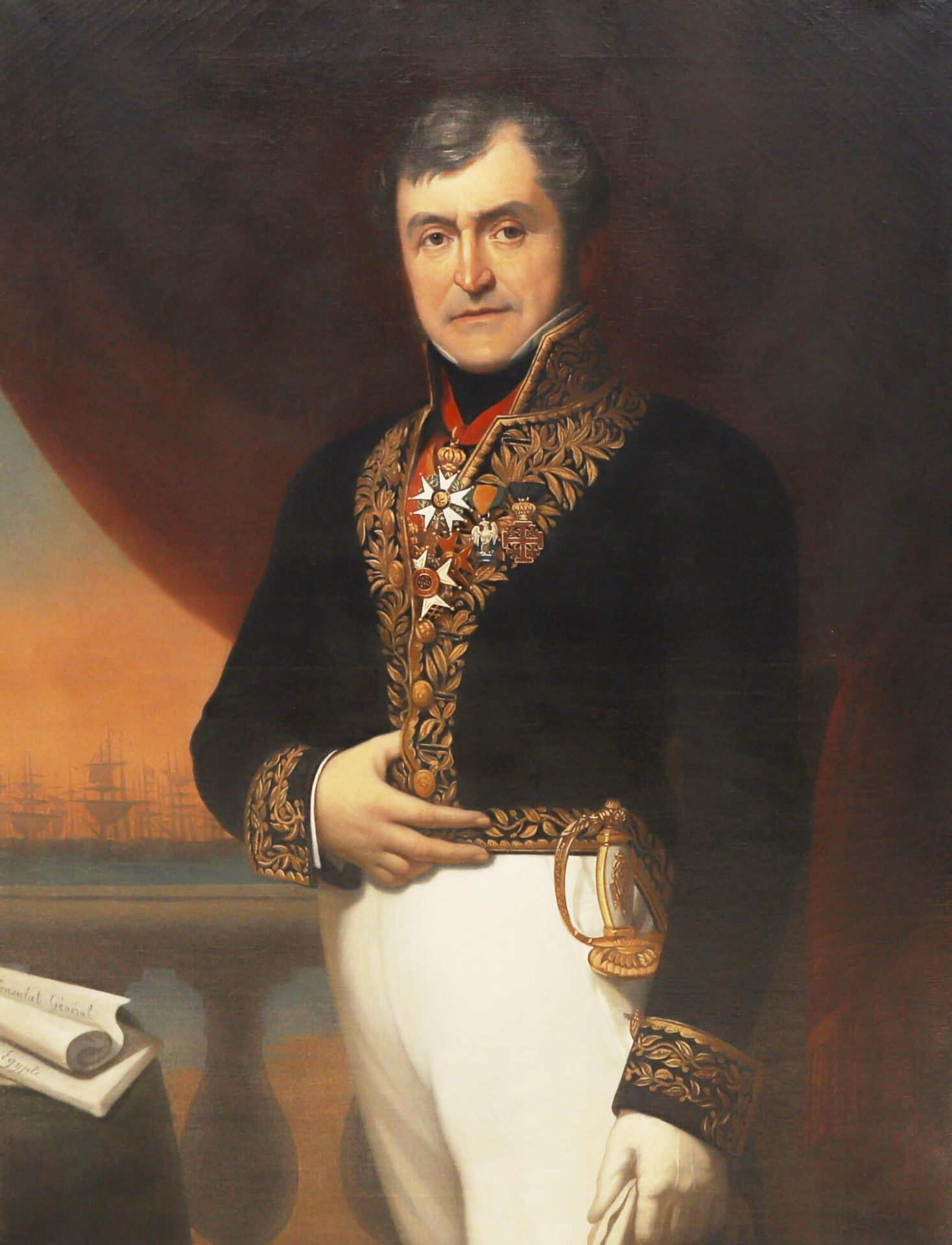
Adrien-Louis Cochelet, consul général en Égypte

Excepté le gouvernement français, les gouvernements occidentaux se mobilisent alors pour les Juifs de Damas et font pression sur le sultan ottoman et le pacha d'Égypte. Abraham Salomon Camondo intervient également auprès du sultan dans le même but. Début juillet, les consuls de huit puissances chrétiennes à Alexandrie – à la seule exception du Français Adrien-Louis Cochelet – demandent au vice-roi d'Égypte d’ordonner la révision du procès. La position du gouvernement français, ami de l'Égypte, et refusant de désavouer son représentant à Damas, reste aussi peu favorable aux Juifs de Damas.

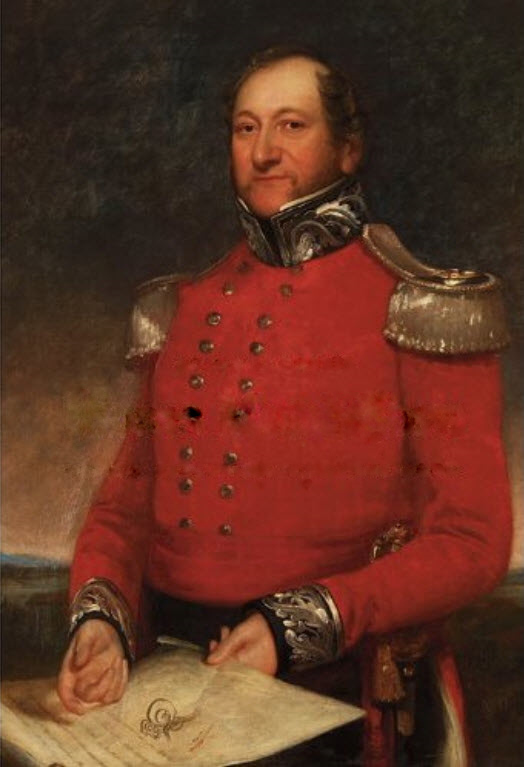
Sir Moses Montefiore

Opposée au gouvernement français dans cette affaire, une délégation de Juifs français et anglais, comprenant notamment sir Moses Montefiore, Adolphe Crémieux et Salomon Munk, se rend en Égypte afin de plaider la cause des Juifs de Damas auprès du vice-roi, Mohamed Ali.
Les négociations entre le pacha d'Égypte et la délégation durent du 4 au 28 août à Alexandrie. Crémieux et Montefiore demandent au pacha de transférer le procès de Damas à Alexandrie, ou bien de laisser des juges européens l'instruire. Leur requête reçoit une fin de non-recevoir, et la délégation, préoccupée avant tout par la libération des Juifs emprisonnés à Damas, décide d'accepter qu'ils soient libérés sans être formellement innocentés, ni qu'une condamnation de l'accusation de crimes rituels ait lieu.

## Grâce accordée aux inculpés
Un acte de libération est édicté le 28 août 1840. Par volonté de compromis, il y est indiqué explicitement qu'il s'agit d'un acte de justice et non d'un acte de pardon octroyé par le gouvernant. Les neuf prisonniers survivants (sur les treize) sont finalement libérés le 6 septembre.
Après avoir achevé sa mission auprès du vice-roi d'Égypte, Montefiore se rend à Istanbul. Il obtient du sultan ottoman, Abdul Majid, qu'il proclame un décret de protection des Juifs de l'Empire ottoman contre les accusations de crimes rituels : « Et pour l'amour que nous portons à nos sujets, nous ne pouvons pas permettre à la nation juive d'être inquiétée et tourmentée par des accusations qui n'ont pas le moindre fondement de vérité… ».
Néanmoins, en 1851, le consul de France à Beyrouth, évoquant l’inscription gravée sur la pierre tombale du père Thomas à Damas, réaffirme dans un courrier adressé à son ministre que le moine a été « assassiné par les juifs »

## Conséquences
Pour l'historien américain Hasia Diner, cet incident a amené la communauté juive américaine à s'organiser pour la défense de communautés juives de la diaspora, faisant pression sur le président Van Buren pour protester officiellement. Plus généralement, cette affaire est à l'origine des liens de solidarité juive moderne, du développement de la presse juive (tel The Jewish Chronicle par exemple) et en définitive de la création en 1860 de l'Alliance israélite universelle.